# 北愛爾蘭議會
北愛爾蘭議會（英語：Northern Ireland Assembly）為北愛爾蘭權力下放政府之立法機關。議會有權就《1998年北愛爾蘭法令》規定英国国会保留權力以外的事項立法，並負責任命各北愛爾蘭行政委員會（北愛行政機關）內閣閣員。議會大廈坐落於貝爾法斯特斯托蒙特內。

## 陣營
根據《貝爾法斯特協議》，北愛爾蘭議會實行「跨陣營投票」制度，即議員就任後必須從「聯合派」（即支持北愛留在英國的親英派）、「民族派」（支持愛爾蘭統一的派系）或「其他派」三大陣營中擇一加入。任內，議員不得任意转变阵营，除非該議員在會期內新加入政黨或轉換黨藉。任何重要議案必須獲得跨陣營支持。

## 外部連結
- Official website（页面存档备份，存于）
- The St Andrews' Agreement The latest attempt to restore devolution to Northern Ireland.